# Гаетано Тантало
Гаетано Тантало (італ. Gaetano Tantalo; 3 лютого 1905, Віллаваллелонга, Абруццо, Італійське королівство — 13 листопада 1947, Тальякоццо, Абруццо, Італійська республіка) — священник Римо-католицької церкви, настоятель приходу в єпархії Авеццано. Наразі триває процес зарахування його до лику блаженних.
Під час окупації нацистами Італії переховував у себе сім'ї знайомих євреїв. Він не тільки врятував сімох людей від депортації та смерті в концтаборі, але виявив глибоку повагу до їхньої релігійної ідентичності, забезпечивши можливість дотримуватися ритуалів юдаїзму. Праведник світу.

## Біографія

### Дитинство та юність
Народився 3 лютого 1905 року у Віллаваллелонгу, в Італійському королівстві, у сім'ї селян Лучано Тантало та Марії, уродженій Коччія. 12 лютого того ж року батьки хрестили свого первістка у парафіяльній церкві, давши йому ім'я діда по лінії батька. Нещастям, пережитим ним у дитинстві, стало падіння в яму з вапном у шестирічному віці, коли він дивом залишився живим.
Наступного року Гаетано вступив до місцевої школи, де відразу виявив неабиякі розумові здібності, в чому йому допомагала блискуча пам'ять. Він рано зацікавився церковним життям і дисципліною. Вже у сім років, 29 вересня 1912 року, отримав перше причастя та конфірмацію з рук монсеньйора Піо Марчелло Баньолі, єпископа Марсі.
Вранці 13 січня 1915 року стався руйнівний Марсиканський землетрус, під час якого Гаетано опинився похованим під уламками школи. Він отримав тяжкі поранення, його перевезли на лікування до Риму. На згадку про цю подію дитинства на все життя у нього залишився шрам на лобі.
Незабаром після цього його батька відправили на фронт Першої світової війни, де він загинув. На овдовілу матір лягли турботи про чотирьох дітей; ще двоє дітей померли у дитинстві. Гаетано, як первісток, мав розділити з нею ці клопоти, але Марія, яку в їхньому селі всі звали Маріабелла, тобто «красуня Марія», підтримала рішення сина присвятити себе церковному служінню.
У листопаді 1918 року він вступив до передсемінарії у тимчасовій будівлі у Тальякоццо, потім його перевели до передсемінарії в Авеццано. Під час навчання юний семінарист продемонстрував видатні інтелектуальні здібності, бездоганну поведінку, чуйність і приязність щодо однокурсників. У вересні 1923 року вступив до єпархіальної семінарії у К'єті, де також показав хороші результати у навчанні та поведінці.

### Священник
11 червня 1930 року Гаетано Тантало подав прохання на ім'я єпископа про посвяту його почергово в екзорцисти, аколіти, субдиякони, диякони і, нарешті, священники. 3 серпня того ж року його висвячено у диякони, а 10 серпня став священником Римо-католицької церкви. Висвячення у церкві святого Івана в Авеццано очолив монсеньйор Піо Марчелло Баньолі, єпископ Марсі. 15 серпня Гаетано Тантало відслужив свою першу месу у рідній парафії у Віллаваллелонгу.
Він відмовився від бенефіцій, які належали йому як місцевому каноніку. З листопада 1930 до червня 1933 року служив заступником директора та духовним наставником у єпархіальній семінарії. У званні професора викладав математику, італійську, латинську та давньогрецьку мови. Потім отримав призначення коад'ютором до парафії святого Івана в Авеццано, де прослужив з липня 1933 до липня 1936 року. У 1935 році, за короткий період часу, замінивши настоятеля на приході у Вілла-Сан-Себастьяно, зумів налагодити співпрацю приходу з місцевою протестантською общиною.
Через проблеми зі здоров'ям у 1936 році Тантало переведено у парафію в Антрозано, звідки незабаром був поставлений у настоятелі парафії святого Петра у Тальякоццо, у гірській місцевості, де прослужив до самої смерті. Він вступив у третій орден святого Франциска. Велику увагу приділяв духовному розвитку дітей, особливо з бідних сімей, яких називав «пролісками», матеріально допомагав їхнім сім'ям і робив це делікатно, так що ніхто не почував себе приниженим.

### Під час нацистської окупації
Влітку 1940 року на курорті Мальяно-дей-Марсі у провінції Л'Аквіла Тантало познайомився з родинами Орвієто та Пачіфічі. У 1942 році він й Енріко Орвієто потоваришували. 8 вересня 1943 року, після окупації нацистами Риму, євреї Орвієто та Пачіфічі втекли з міста. У їхньому будинку у Мальяно-дей-Марсі нацисти розмістили свій штаб. Енріко вирішив звернутися по допомогу до Гаетано. Священник з радістю заховав друзів, представивши сусідам як своїх родичів. Усього притулок у парафіяльному будинку здобули сім осіб: Маріо Пачіфічі, його дружина Гільда Боргі-Пачіфічі, Енріко Орвієто, його дружина Джудітта Орвієто та їхні діти Гвальтьєро, Джуліано та Натан Орвієто.
Протягом дев'яти місяців він забезпечував їх продуктами та всім необхідним для здійснення релігійних обрядів і свят, зокрема Пейсаха. Шматок маци з того дня було знайдено серед його речей після смерті. У липні 1944 року сім'ї Орвієто та Пачіфічі повернулися до звільненого від нацистів Риму.
Під час відступу нацисти не змогли підірвати місцеву електропідстанцію, 6 червня 1944 року вони, підозрюючи місцевих жителів у допомозі борцям з руху Опору, здійснили каральний рейд у Тальякоццо. Нацисти взяли кількох людей у заручники для розстрілу, якщо протягом доби їм не передадуть винних. Тантало запропонував себе як добровільний заручник замість місцевих жителів, але окупанти посміялися з нього, а вночі нацисти бігли з Тальякоццо під натиском союзників, не встигнувши розстріляти жодного заручника.

### Пам'ять
Тантало помер невдовзі після закінчення Другої світової війни 13 листопада 1947 року. Перед цим він довго хворів на бронхіальну пневмонію. Лікування в клініці в Римі, яке сплатили його друзі Пачіфічі й Орвієто, не дало результату. Він помер у Тальякоццо, але з волі покійного його поховали на цвинтарі у рідній Віллаваллелонгу.
Відразу після смерті його могила стала місцем паломництва. У 1953 році земляки, не зачепивши скромної надгробної плити з написом «11/13/47 Дон Г. Т.» (італ. 11/13/47 Don G.T.), встановили у центрі цвинтаря великий хрест з подячним йому написом. 24 серпня 1958 року труну з тілом покійного священника вирили з землі та перенесли у побудовану для нього каплицю. 3 вересня 1980 року його останки були перенесені до парафіяльної церкви святих Левкія та Миколая у Віллаваллелонгу, де перебувають й до нині.
Монсеньйором Бьяджо Вітторіо Терріноні, єпископом Марсі ініційовано процес віднесення Гаетано Тантало до блаженних. 15 березня 1980 року святий папа Іван Павло II підтвердив цей процес офіційною декларацією nihil obstat, проголосивши його слугою Божим. 15 грудня 1994 року Священною Конгрегацією з канонізації святих ухвалено рішення про визнання чеснот священника вчиненими героїчною мірою. 6 квітня 1995 року той же святий папа проголосив Тантало вельмишановним. Восени того ж року він таємно відвідав парафію у Віллаваллелонгу та молився біля гробниці подвижника. Наразі процес зарахування священника до лику блаженних триває.
Вшанування Гаетано Тантало знайшло відображення не лише у фольклорі, на його честь існує народна пісня, але надихнуло поетів і художників на створення посвячених йому віршів і картин. У Тальякоццо діє Асоціація імені дона Гаетано Тантало. На згадку про нього 31 травня 1978 року в Алеї Праведників в Єрусалимі члени врятованих ним сімей посадили дерево.

### Біографії
- Meaolo, Gaetano. Don Gaetano Tantalo: un testimone :  [італ.]. — Avezzano : Unione apostolica del clero, 1969. — 287 p.

- Sarale, Nicolino. Don Gaetano Tantalo: un sacerdote amico umile, eroico, esemplare :  [італ.]. — Cinisello Balsamo (Milano) : San Paolo Edizioni, 1995. — 368 p. — (Testimoni del nostro tempo). — ISBN 978-8-82-153048-7.